# Hôtel Mathieu de La Gorce
Pour les articles homonymes, voir De La Gorce.
L'hôtel Mathieu de La Gorce est un hôtel particulier situé à Châteauponsac, en France.

## Localisation
Le bâtiment est situé dans le département français de la Haute-Vienne, sur la commune de Châteauponsac, place Xavier-Mazurier.

## Historique
L'hôtel est bâti dans la deuxième moitié du XVIIIe siècle.
L'édifice est partiellement inscrit au titre des monuments historiques le 11 mai 2001.